# Автошлях Т 1033
Автошлях Т 1033 — автомобільний шлях територіального значення в Київській області. Проходить територією Білоцерківського та Обухівського районів. Загальна довжина — 53 км.